# Феудо Алто (Терамо)
Феудо Алто (итал. Feudo Alto) је насеље у Италији у округу Терамо, региону Абруцо.
Према процени из 2011. у насељу је живело 79 становника. Насеље се налази на надморској висини од 405 м.